# Język czamalalski
Język czamalalski (nazwa własna: Чамалалдуб мичIчI) – jeden z niewielkich języków kaukaskich, używany przez Czamalalów. Należy do języków andyjskich w zespole awaro-didojskim, tworzącym podgrupę wśród języków dagestańskich w grupie północno-wschodniej (nachsko-dagestańskiej) języków kaukaskich.
Czamalalski jest blisko spokrewniony z językiem bagulalskim oraz tindyjskim.
Językiem czamalalskim posługuje się ludność w kilku niewielkich wioskach w południowodagestańskim okręgu cumadyjskim.
Według danych z 2010 r. posługuje się nim 500 osób. W 2007 r. oszacowano natomiast, że ma 4–6 tys. użytkowników. Dane mówiące o liczbie osób posługujących się tym językiem są bardzo rozbieżne i niepewne. Według statystyk w 1926 r. języka tego używało 3438 osób. W późniejszym czasie Bagulalowie uznawani byli za odłam Awarów i tak też zapisywani podczas kolejnych spisów powszechnych. Szacunki z roku 1968 mówiły o 5 tys. użytkowników języka, dane, podawane za rok 1990 donosiły o ok. 5 tys. Bagulalów, natomiast według spisu powszechnego, przeprowadzonego na terenie Federacji Rosyjskiej w 2000 r. liczba osób posługujących się tym językiem wynosiła 12 osób, z tego 3 na terenie Dagestanu. Porównanie danych statystycznych z różnych lat pozwala stwierdzić, iż użytkownicy czamalalskiego zostali najprawdopodobniej uznani za użytkowników innego języka kaukaskiego (andyjskiego bądź też awarskiego), o ile, statystyki zostały przekłamane. Możliwe jest bowiem, iż w ciągu ostatnich lat doszło do pełnej asymilacji Czamalalów.
Język ten nie wykształcił piśmiennictwa. Jest używany wyłącznie w sytuacjach nieformalnych, w domu, wśród przyjaciół. W charakterze języka literackiego używany jest język awarski, jako największy język literacki Dagestanu. Języki awarski i rosyjski są wykorzystywane w edukacji i komunikacji ponadlokalnej. Czamalalski jest zdecydowanie zagrożony wymarciem, ze względu na niewielką liczebność społeczności i dominację awarskiego.
Czamalalski jest językiem ergatywnym. Posiada bardzo skomplikowaną deklinację (ze względu na znaczną liczbę przypadków) i względnie prostą koniugację. Ze względu na historię tego języka widoczne są wpływy języka tureckiego, arabskiego oraz rosyjskiego. Odnotowano także wpływ języka godoberyjskiego.
Język czamalalski jest bardzo słabo zbadany. Studia nad językiem czamalalskim zapoczątkowały pod koniec XIX w. prace niemieckiego kaukazologa, Adolfa Dirra (1867–1930), lecz badania na większą skalę podjęto dopiero po II wojnie światowej, szczególnie w latach 90. XX w., kiedy to zorganizowano szereg ekspedycji naukowych, mających na celu zebranie informacji naukowych na temat tego języka.